# Declaración sobre la eliminación de todas las formas de intolerancia y discriminación fundadas en la religión o las convicciones
La Declaración sobre la eliminación de todas las formas de intolerancia y discriminación fundadas en la religión o las convicciones es una resolución de las Naciones Unidas, aprobada el 25 de noviembre de 1981.